# Topoizomeraza
DNK topoizomeraze (tip I: ЕЦ 5.99.1.2, tip II: ЕЦ 5.99.1.3) su enzimi koji odmotavaju i zamotavaju DNK, da bi DNK molekuli mogli da kontrolišu sintezu proteina. Topoizomeraze takođe olakšavaju DNK replikaciju. Neophodnost postojanja ovih enzima se zasniva na dvostruko heliksnom obliku molekula. Struktura dezoksiribonukleinske kiseline je dvostruki heliks, u kome su četiri baze: adenin, timin, guanin, i citozin uparene i pozicionirane u centru heliksa. Mada ova struktura pruža stabilan način čuvanja genetičkog koda, dva DNA lanca su isprepletena, i potrebno je se dva lance razmotaju kako bi se pristupilo uskladištenoj informaciji. 
Topoizomeraze doprinose prevazilaženju ovih problema putem vezivanja za jedno-lančani ili dvo-lančani molekul, i presecanja njegove fosfatne osnove. To omogućava DNK molekulu da se odvrti, nakon čega ovi enzimi spoje krajeve lanaca. Pošto se sveukupna hemijska kompozicija i povezanost ne menjaju, početni i krajnji molekuli su izomeri, iako se razlikuju samo u njihovoj globalnoj topologiji. Topoizomeraze su izomeraze koje menjaju topologiju DNK molekula.

## Otkriće
Potreba za postojanjem ovih enzima je bila prepoznata dugo pre njihovog otkrića. Kad su Vatson i Krik utvrdili dvostruko heliksnu priroda DNK molekula, oni su napomenuli da mora postojati mehanizam kojim se rešava pitanje uplitanja lanaca. Enzim, koji je originalno bio nazvan giraza, je prvi otkrio harvardski profesor tajvanskog porekla James C. Wang.

## Funkcija
Konfiguracija dvostrukog heliksa u kojoj DNK lanci prirodno počivaju nije lako razdvojiva. Lanci moraju da se razdvoje proteinima helikazama da bi drugi enzimi mogli da transkribuju DNK sekvencu koja kodira proteine, ili da bi došlo do replikacije hromozoma. Kod takozvane cirkularne DNK dvostruki heliks je spojen u krug, dva lanca su topološki vezana, ili vezana u čvor. Inače, identične DNK petlje koje imaju različiti broj zavoja su topoizomeri. Topoizomeraze katalizuju i upravljaju raspletanjem DNK čvorova putem stvaranja privremenih prekida lanaca koristeći konzervirani tirozin kao katalitički ostatak (aminokiselinu). Moguće je da topoizomeraze takođe imaju ulogu u procesu umetanja virusne DNK u hromozome, i u drugim oblicima rekombinacije.

## Klinički značaj
Veliki broj lekova operiše putem ometanja topoizomeraza. Širok spektar florohinolonskih antibiotika deluje putem ometanjem funkcije bakterijske topoizomeraze tipa II.
Neki antineoplastični lekovi ometaju topoizomeraze u ćelijama raka: 
- tip 1 inhibiraju irinotekan i topotekan.
- tip 2 inhibiraju etoposid (VP-16), teniposid i HU-331, kinolon sintetisan iz kanabidiola.

Topoizomeraza I je antigen koji prepoznaju Anti Scl-70 antitela u sklerodermi.
Ti mali molekuli (inhibitori) deluju kao efikasni antibakterijski i antineoplastični agensi sputavaja prirodne sposobnost topoizomeraze do formira prekide u hromozomskoj DNK, što ultimativno dovodi apoptoze.

## Topološki problemi
Postoje tri glavna tipa topologije: supernamotavanje, učvoravanje i vezivanje u lanac. Izvan esencijalnih procesa replikacije ili transkripcije, DNK mora biti održavana u kompaktnom obliku, i ova tri topološka stanja pomažu u tome. U toku transkripcije ili replikacije DNK mora biti slobodna. Dodatno, tokom replikacije, novoformirani i originalni DNK dupleksi se isprepleću i moraju biti kompletno razdvojeni da bi se održao genomski integritet ćelija.

## Klase
Topoizomeraze mogu rešiti ove topološke probleme. One se dele u dva tipa po osnovi broja presečenih lanaca u jednom krugu delovanja: Obe klase enzima koriste konzervirani tirozin, međutim ovi enzimi su strukturno i mehanistički različiti.
- Tip  topoizomeraza preseca jedan lanac DNK dvostrukog heliksa, dolazi do relaksacije, i nakon toga presečeni lanac se poveže. Tip I topoizomeraze se dalje dele u dve podklase: tip IA topoizomeraze, koje dele mnoge strukturne i mehanističke osobine sa tip  topoizomerazama, i tip IB topoizomeraze, koje koriste kontrolisani rotacioni mehanizam. Primeri tip  topoizomeraze su topo I i topo III. Istorijski, tip IB topoizomeraze su nazivane eukariotske topo I, mada su -[IB}- topoizomeraze prisutne u svim životnim domenima. Tip IA topoizomeraze formiraju kovalentni intermedijar sa 5' DNK krajom, dok IB topoizomeraze formiraju kovalentni intermedijar sa 3' DNA krajom. Nedavno je tip IC topoizomeraza bila identifikivana. One se naziva topo V. Dok je ona strukturno jedinstvena u odnosu na tip IA i IB topoizomeraze, ona ima sličan mehanizam sa tip  topoizomerazom.
- Tip  topoizomeraza preseca oba lanca DNK dvostrukog heliksa. Takođe postoje dve podklase: tip IIA i tip  topoizomeraze, koje imaju slične strukture i mehanizam. Primeri tip  topoizomeraze su eukariotiski topo II, E. coli giraza, i E. coli topo IV. Primer tipa IIB topoizomeraze je topo VI.

Oba tipa (I i II) topoizomeraze menjaju DNK koeficijent vezivanja. Tip  topoizomeraze menjaju koeficijent vezivanja za jedan, tip IB i tip  topoizomeraze menjaju taj parametar za bilo koji ceo broj, dok tip IIA i tip  topoizomeraze menjaju koeficijent vezivanja za dva.

## Literatura
- Nicholas C. Price; Lewis Stevens (1999). Fundamentals of Enzymology: The Cell and Molecular Biology of Catalytic Proteins (Third изд.). USA: Oxford University Press. ISBN 019850229X.
- Eric J. Toone (2006). Advances in Enzymology and Related Areas of Molecular Biology, Protein Evolution (Volume 75 изд.). Wiley-Interscience. ISBN 0471205036.
- Branden C; Tooze J. Introduction to Protein Structure. New York, NY: Garland Publishing. ISBN 0-8153-2305-0.
- Irwin H. Segel. Enzyme Kinetics: Behavior and Analysis of Rapid Equilibrium and Steady-State Enzyme Systems (Book 44 изд.). Wiley Classics Library. ISBN 0471303097.
- William P. Jencks (1987). Catalysis in Chemistry and Enzymology. Dover Publications. ISBN 0486654605.

- A.V. Chernavskii (2001). „Linking coefficient”.  Ур.: Hazewinkel, Michiel. Encyclopaedia of Mathematics. Springer. ISBN 978-1-55608-010-4.
- Wang, James C. (2009). Untangling the Double Helix. DNA Entanglement and the Action of the DNA Topoisomerases. Cold Spring Harbor, NY: Cold Spring Harbor Laboratory Press. ISBN 978-0-87969-879-9.

## Spoljašnje veze
- DNA+Topoisomerases на 